# Parafia Nawiedzenia Najświętszej Maryi Panny w Bardzie (diecezja sandomierska)
Parafia Nawiedzenia Najświętszej Maryi Panny w Bardzie – parafia rzymskokatolicka, znajdująca się w diecezji sandomierskiej, w dekanacie świętokrzyskim.